# Pandemija
Pandemija je epidemija nalezljive bolezni, ki zajame človeško populacijo na velikem geografskem območju, npr. celini ali celem svetu. Po kriterijih Svetovne zdravstvene organizacije je pandemija epidemija, ki izpolnjuje naslednje pogoje:
1. je bolezen za določeno populacijo nova
2. povzroča resne zdravstvene težave pri ljudeh
3. se z lahkoto in v več primerih širi med ljudmi

Trenutno je v svetu še vedno prisotna pandemija hiva/aidsa, virusna okužba imunskega sistema, prvič odkrita leta 1981 in ki je do danes povzročila smrt več kot 25 milijonov ljudi. Marca 2020 je Svetovna zdravstvena organizacija za pandemijo razglasila izbruh bolezni COVID-19, ki jo povzroča virus SARS-CoV-2. Med nedavnimi pandemijami je bila tudi pandemija nove gripe, ki se je pojavila leta 2009 in ki jo povzroča H1N1, nov podtip virusa prašičje gripe.

## Trenutni pandemiji

### HIV/aids
Svetovna zdravstvena organizacija HIV-a/aidsa ne imenuje več pandemija, temveč »globalna epidemija«, ki izven Afrike ne povzroča več nenadzorovanih izbruhov, vendar pa jo še vedno številni avtorji opredeljujejo za pandemijo.
HIV izvira iz Afrike, okužba pa se je preko Haitija prenesla v Združene države Amerike med letoma 1966 in 1972. Gre za zelo razširjeno okužbo zlasti v Afriki in v nekaterih delih južne in vzhodne Afrike je okužena četrtina prebivalstva. Leta 2009 je bila v Južni Afriki pojavnost okužbe s HIV med nosečnicami 29-odstotna. Leta 2019 je v svetu živelo okoli 38 milijonov ljudi, okluženih s hivom, od tega se jih je na novo okužilo 1,7 milijona.

### Covid 19
Virus SARS-CoV-2 so kot nov sev koronavirusa prvič zaznali ob koncu decembra 2019 v kitajskem mestu Vuhan v provinci Hubei. Nov virus je sprva povzročil skupek primerov akutne bolezni dihal, ki so jo kasneje poimenovali koronavirusna bolezen 2019 (covid 19). V prihodnjih mesecih se je bolezen razširila v vse predele sveta, z najhujšimi izbruhi v Braziliji, Rusiji, Indiji, Mehiki, Peruju, Južni Afriki, Zahodni Evropi in Združenih državah Amerike. Svetovna zdravstvena organizacija je covid 19 razglasila za pandemijo 11. marca 2020; šlo je za prvo razglašeno pandemijo po pandemiji prašičje gripe iz leta 2009. Do 22. 3. 2021 se je v svetu potrjeno okužilo 123.935.320 ljudi, od katerih jih je 99.857.294 okrevalo, umrlo pa 2.729.022. Verjetno so številke podcenjene, saj v začetku epidemije testi niso bili na voljo, številni pa so ostali netestirani, ker so bolezen preživeli brezsimptomno ali z blagimi simptomi.

## Pandemije gripe
Gripo je prvi opisal grški zdravnik Hipokrat že leta 412 pr. n. št. Prvo pandemijo gripe so v zgodovini zabeležili leta 1580, odtlej pa se pojavlja vsakih 10 do 30 let. Znana pandemija je bila tudi med letoma 1889 in 1890; poimenovali so jo ruska gripa. Najprej so o izbruhu poročali iz Uzbekistana, in sicer maja 1889, oktobra istega leta pa je že dosegla Tomsk in Kavkaz. Razširila se je po vsem svetu, kot možna povzročitelja pa navajajo podtipa H3N8 in H2N2. Povzročala je visoko smrtnost med obolelimi ter je terjala okoli milijon smrtnih žrtev.
Od začetka 20. stoletja so v svetu zabeležili 4 pandemije gripe, in sicer:
- leta 1918 – španska gripa: najhujša pandemija gripe v novejši zgodovini. Povzročil jo je podtip H1N1, po svetu pa se je širila v letih med 1917 in 1921. Številke žrtev niso zgodovinsko povsem usklajene zaradi takratnih nepopolnih podatkovnih medicinskih baz na svetovni ravni. Strokovnjaki različnih smeri postavljajo število smrtnih žrtev od 20 milijonov pa do 100 milijonov na svetovni ravni[24], inficiranega pa naj bi bila vsaj tretjina celotnega prebivalstva, torej vsaj 500 milijonov ljudi. Smrtnost naj bi bila torej med 1% in 2%, virus pa naj bi sprva izbruhnil v Kansasu ter se zatem kmalu razširil preko vojaške infrastrukture v New York, od tam pa preko ameriških vojakov na evropska bojišča na zahodni fronti. Španska gripa je v razponu treh let imela tri velike valove, prisotna pa je bila na vseh kontinentih. Španska gripa je ime dobila po tem, da je ravno Španija redno javno opozarjala na množične primere novih smrtonosnih okužb, medtem ko so ostale evropske države ter ZDA, zapletene v 1. svetovno vojno, o resnosti bolezni sprva bolj ali manj molčale;
- leta 1957 – azijska gripa: povzročitelj je bil podtip H2N2. Pojavila se je v vzhodni Aziji, po vsem svetu pa je po ocenah povzročila 1,1 milijona smrti;
- leta 1968 – hongkonška gripa: pandemijo je povzročil podtip H3N2. Zahtevala je okoli milijon življenj. Po koncu pandemije je virus nadaljeval s kroženjem in se pojavlja v obliki sezonskih grip;
- leta 2009 – nova gripa: povzročil jo je enak podtip kot pandemijo leta 1918 (H1N1).